# Patrick Nève
Patrick Nève, fullständigt namn Patrick Marie Ghislain Pierre Simon Stanislas Nève de Mévergnies, född 13 oktober 1949 i Liège, död 13 mars 2017 i Grez-Doiceau, var en belgisk racerförare.

## Racingkarriär
Nève tävlade i formel 1 i ett par lopp 1976 och körde för Williams som deras ende förare 1977. Hans bästa resultat var en sjundeplats i Italien 1977. Nève avslutade sin F1-karriär för sitt eget stall i Belgiens Grand Prix 1978.

## F1-karriär
| Säsong | Stall/Tillverkare              | Poäng | Placering |
| ------ | ------------------------------ | ----- | --------- |
| 1976   | RAM (Brabham-Ford) Ensign-Ford | 0     | –         |
| 1977   | Williams (March-Ford)          | 0     | –         |
| 1978   | Patrick Nève (March-Ford)      | 0     | –         |